# Lino Bugallo
Lino Bugallo (La Plata, ca. 1941), es un cantante argentino, con registro de barítono, orientado principalmente a la música folklórica de América y negro spirituals, que fundó el grupo vocal Opus Cuatro y lo integró hasta 1975.

## Trayectoria
Lino Bugallo, en el año 1960, ingresó al Coro Universitario de La Plata, dirigido en esa época por Roberto Ruiz, en su condición de estudiante de la Universidad Nacional de La Plata. A principios de esa década integró el Conjunto Vocal de Cámara de La Plata, octeto masculino dirigido por Raúl Carpinetti que posteriormente, con la inclusión de nuevos integrantes, dio origen a la Cantoría Ars Nova de La Plata.
Con esa experiencia, Lino y su hermano Antonio convocaron a Alberto Hassán y Federico Galiana a integrar Opus Cuatro, todos miembros del coro universitario. Opus Cuatro fue creado el 10 de julio de 1968 y se convertiría en uno de los grupos vocales más importantes de América Latina, manteniéndose activo desde entonces sin interrupciones. Al comenzar 2009, habían realizado 7100 actuaciones en 450 ciudades de todo el mundo, incluyendo 25 giras por Europa y 9 por Estados Unidos.
Lino Bugallo grabó tres álbumes con Opus Cuatro, antes de dejar el grupo en 1974, siendo reemplazado por el boliviano Hernando Irahola. Dos años antes su hermano también había dejado Opus Cuatro, siendo reemplazado primero por Aníbal Bresco, luego por Rubén Verna, hasta que Marcelo Balsells se integró en 1982, permaneciendo desde entonces como segundo tenor del grupo.
También formó parte del Cuarteto Vocal de Cámara de La Plata junto a cantantes de la jerarquía de María Gondell, Silvia Scollo (luego Estela Catalá) y Antonio Bugallo, grupo que se presentó en numerosos conciertos con la participación de los pianistas Susana Romé, Alfredo Rusansky, Jorge Carciófolo, Andrés Máspero, Euviges Picone y Dante Anzolini.

## Relaciones familiares
Está casado con la cantante María Gondell, quien actualmente se desempeña como profesora de canto en el Conservatorio Provincial de Música "Gilardo Gilardi" de La Plata. Los cantantes Antonio Bugallo con quien integró Opus Cuatro y Enrique Bugallo son sus hermanos. También se han dedicado plenamente a la música Helena, Isabel, Ricardo y Daniel, hijos de Antonio, y Andrés, Francisco, Fernando y María, hijos de Enrique.

## Discografía

### Álbumes con Opus Cuatro
1. América, 1970
2. Con América en la sangre, 1971
3. Si somos americanos, 1973

### Para ver y oír
- "El tordo", por Opus Cuatro (1973). Video realizado y subido a YouTube por Lino Bugallo, con fotos del grupo.
- "Ol' Man River", negro spiritual por Opus Cuatro (1973). Video realizado y subido a YouTube por Lino Bugallo, con fotos del grupo.

- Datos: Q5976777